# Jane Marshall
Jane Marshall – amerykańska kolarka szosowa, dwukrotna medalistka mistrzostw świata.

## Kariera
Pierwszy sukces w karierze osiągnęła w 1987, kiedy wspólnie z Leslie Schenk, Sue Ehlers i Ingą Thompson zdobyła srebrny medal w drużynowej jeździe na czas podczas mistrzostw świata w Villach. Na rozgrywanych rok później mistrzostwach świata w Ronse Amerykanki w składzie: Jeanne Golay, Phyllis Hines, Jane Marshall i Leslie Schenk zdobyły brązowy medal w tej samej konkurencji. Ponadto w 1986 zdobyła złoty medal mistrzostw USA w indywidualnej jeździe na czas. Nigdy nie zdobyła indywidualnie medalu mistrzostw świata. Nigdy też nie wzięła udziału w igrzyskach olimpijskich.